# Чемякина (Курганская область)
Чемякина — деревня в Каргапольском районе Курганской области. Входит в состав Чашинского сельсовета.

## Географическое положение
Расположено на берегу реки Шайтанки, примерно в 22 км (39 км по автодороге) к северо-востоку от посёлка Каргаполье; в 76 км (88 км по автодороге) к северо-западу от города Кургана.

## История
Деревня основана в XIX веке.
До революции входила в состав Мехонской волости Шадринского уезда Пермской губернии.
В начале 1860-х годов жители двух деревень Мехонского прихода — Шайтанки и Чемякиной и деревни Боровой Сладчанского прихода решили образовать свой самостоятельный приход, так как эти деревни находились вдали от своих приходских храмов и в период разлива реки Исеть были отделены от них на продолжительное время. В 1862 году в селе Шайтанское был заложен храм. В 1871 году Шайтанский приход был объявлен самостоятельным.
В конце июня — начале июля 1918 года установлена белогвардейская власть. В начале августа 1919 года восстановлена Советская власть.
В 1919 году образован Чемякинский сельсовет. Около 1963 года упразднён.
Деревня входила в состав Житниковского сельсовета, который был упразднён Законом Курганской области от 27 июня 2018 года N 64. Ныне деревня входит в состав Чашинского сельсовета.
В годы Советской власти жители работали в колхозе «Просвет», затем в Житниковском свиноводческом совхозе.

## Население
| 1869 | 1904 | 1920 | 1926 | 1989 | 2002 | 2010 |
| ---- | ---- | ---- | ---- | ---- | ---- | ---- |
| 166  | ↗543 | ↗574 | ↗649 | ↘170 | ↘135 | ↘64  |

На 2010 год население составляло 64 человека.
Национальный состав
- По переписи населения 2002 года проживало 135 человек, из них русские — 90 %.
- По переписи населения 1926 года проживало 649 человек, все русские.

## Общественно-деловая зона
В 1968 году установлен четырехгранный обелиск, увенчанный пятиконечной звездой.